# 바흘라 요새

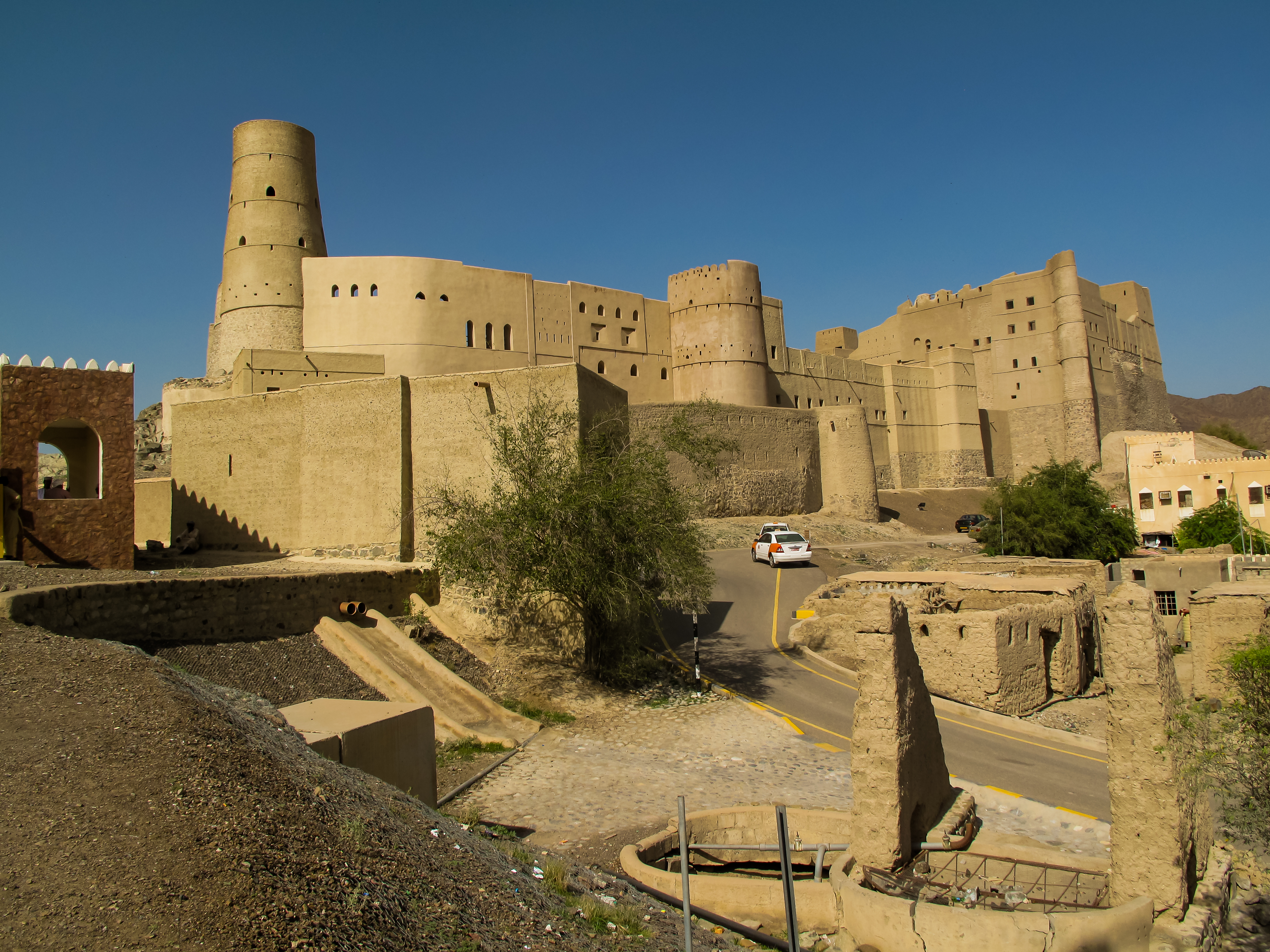

바흘라 요새(아랍어: قلعة بهلاى, 로마자 표기: Qal'at Bahla')는 오만의 제벨 아크다르 고원 기슭에 위치한 4개의 역사적인 요새 중 하나이며 1987년에 추가된 이 나라 유일의 유네스코 지정 요새이다.
요새는 대대적인 복원 노력을 거쳐 2012년에 다시 문을 열었다. 그러나 이 단지에는 방문객 정보가 부족하다. 이 넓은 공간에 대해 자세히 알아볼 수 있는 전시물이나 브로셔나 자세한 내용을 제공하는 가이드가 없으므로 사람들은 투어에 가거나 스스로 탐색해야 한다.

## 바흘라 요새의 역사
이 요새는 당시 이 지역에 거주했으며 당시 유향 무역을 통제했던 것으로 알려진 바누 네반(Banu Nebhan) 부족에 의해 12세기에서 15세기 사이에 건설된 것으로 추정된다.
단지의 일부로 요새에 인접한 성채 오아시스와 13km에 달하는 고대 벽이 일부 남아 있다. 오아시스의 대부분은 폐허가 되었지만 구조와 일부 집은 여전히 남아 있다.
요새는 진흙과 짚으로 만든 벽돌로 지어졌기 때문에 재건 노력이 시작될 때까지 침식으로 인해 구조가 손상되었다. 성 주변에는 많은 전설이 있다.

## 바흘라 요새의 구조
요새 내부에는 세 가지 주요 부분이 있다. 요새의 가장 오래된 부분은 알카사바(Al-Qasabah)이다. 바이트 알하디스(Bait al-Hadith)은 야리바(Ya'riba) 왕조(1624-1743)에 의해 지어졌다. 바이트 알자발(Bait Al-Jabal)은 18세기에 세워졌다.